# Chris Walter
Chris Walter (* 16. August 1959 in Regina, Saskatchewan) ist ein kanadischer Schriftsteller und Gründer des unabhängigen Buchverlages „Gofuckyerself Press“. Er lebt in Vancouver, British Columbia.
Chris Walter, der mehr als zwanzig Jahre lang drogensüchtig war, beschreibt in seinen Werken das Leben auf den Straßen und in dunklen Hinterhöfen der kanadischen Westcoast-Metropole und porträtiert mit schwarzem Humor „Punks, Betrunkene, Junkies und Nutten“. Das führende Punkrock-Magazin Maximumrocknroll vergleicht Walter mit Charles Bukowski (der am selben Tag Geburtstag hat) und nennt seine Kurzgeschichtensammlung "Shouts from the Gutter" einen "weiteren Beweis, dass Walter einer der führenden Underground-Autoren" ist.
Walters Bücher wurden noch nicht ins Deutsche übersetzt.

## Werke

### Autobiografien
- Mosquitoes & Whisky, 2001
- I Was a Punk Before You Were a Punk, 2003
- I’m On the Guest List, 2005

### Fiction
- Beer, 1999
- Anarchy Soup, 2000
- Kaboom, 2002
- Punk Rules OK, veröffentlicht bei Burn Books, 2003
- Boozecan, 2004
- East Van, 2004
- Destroy Canada (mit Stewart Black), 2005
- Langside, 2006
- Welfare Wednesdays, 2006
- Rock and Roll Heart, 2008
- Wrong, 2009
- Punch the Boss, 2009
- Sins of the Poor, 2010
- Up and down on the Downtown Eastside, 2011
- Chase the Dragon, 2013
- Richie Dagger: Life & Times, 2015
- Liquor & Whores, 2016
- North of Hell, 2019
- Copz N Robberz, 2022
- Homeless in the City, 2023

### Nonfiction
- Tales From The Tattoo Shop, 2017
- Misfits & Miscreants: An Oral History of Canadian Punk Rock, 2018
- Facebook Sucks! The Rise Of Social Media, 2025

### Biografien
- Personality Crisis: Warm Beer and Wild Times, 2008
- Argh Fuck Kill: The Story of the DayGlo Abortions, 2010
- SNFU: What No One Else Wanted To Say, 2012
- Under the Kilt: The Real McKenzies Exposed, 2015
- Randy Rampage: I Survived D.O.A., 2016
- Around The World With Mr. Chi Pig – A Memorial, 2023

### Kurzgeschichten
- Shouts from the Gutter, 2007
- Shrieks from the Alley, 2011